# Dmitriy Stepushkin
Dmitriy Stepushkin est un bobeur russe né le 3 septembre 1975 et décédé le 30 juin 2022. 

## Palmarès

### Championnats monde
- : médaillé d'argent en bob à 4 aux championnats monde de 2005 et 2008.
- : médaillé de bronze en bob à 4 aux championnats monde de 2003.